# Nico Young
Nicolas Young (27 luglio 2002) è un mezzofondista statunitense.

## Biografia
È figlio di Lynne and Andrew Young. Ha due fratelli Lex e Leo. Ha studiato alla Newbury Park High School e, poi, alla Northern Arizona University. Anche suo fratello Leo è un atleta. E' apertamente gay.

## Carriera
Gareggia per i Northern Arizona Lumberjacks.
È stato due volte campione NCAA, grazie alle vittorie nei 3000 m e 5000 m ai Campionati NCAA Indoor del 2024. Detiene i record collegiali nei 5000 m (12:57.14) e nei 10.000 m (26:52.72), entrambi stabiliti nel 2024. Ha vinto tre ori a squadre ai Campionati NCAA Cross Country.
Il 26 gennaio 2024, al John Thomas Terrier Classic della Boston University, Young si è piazzato secondo con il tempo di 12:56.76, che gli ha consentito di ottenere la qualificazione ai Giochi olimpici estivi di Parigi 2024.

## Palmarès

### Competizioni internazionali
| Anno | Manifestazione  | Sede   | Evento        | Risultato | Prestazione | Note |
| ---- | --------------- | ------ | ------------- | --------- | ----------- | ---- |
| 2024 | Giochi Olimpici | Parigi | 10000 m piani | 12º       | 26'58"11    |      |

### Competizioni Nazionali
- Campionati NCAA Cross Country:

Stillwater 2020: oro a squadre;
Tallahassee 2021: oro a squadre;
Stillwater 2022: oro a squadre; argento nella 10 km;
Charlottesville: 2023: argento a squadre;
- Campionati NCAA Indoor Track e Field:

Boston 2024: oro nei 3000 m; oro nei 5000 m;
Birmingham 2022: bronzo nei 5000 m;
- Campionati all'aperto NCAA:

Eugene 2022: bronzo nei 5000 m;